# 韋恩 (新澤西州)
韋恩（英語：Wayne）是位於美國新澤西州巴賽克縣的一個鎮區。

## 地方資料
韋恩的面積為65.11平方千米，當中陸地面積為61.44平方千米，而水域面積為3.67平方千米。根據2020年美國人口普查的數據，當地共有人口54838人，而人口密度為每平方千米842.24人。